# Thomas Adasch

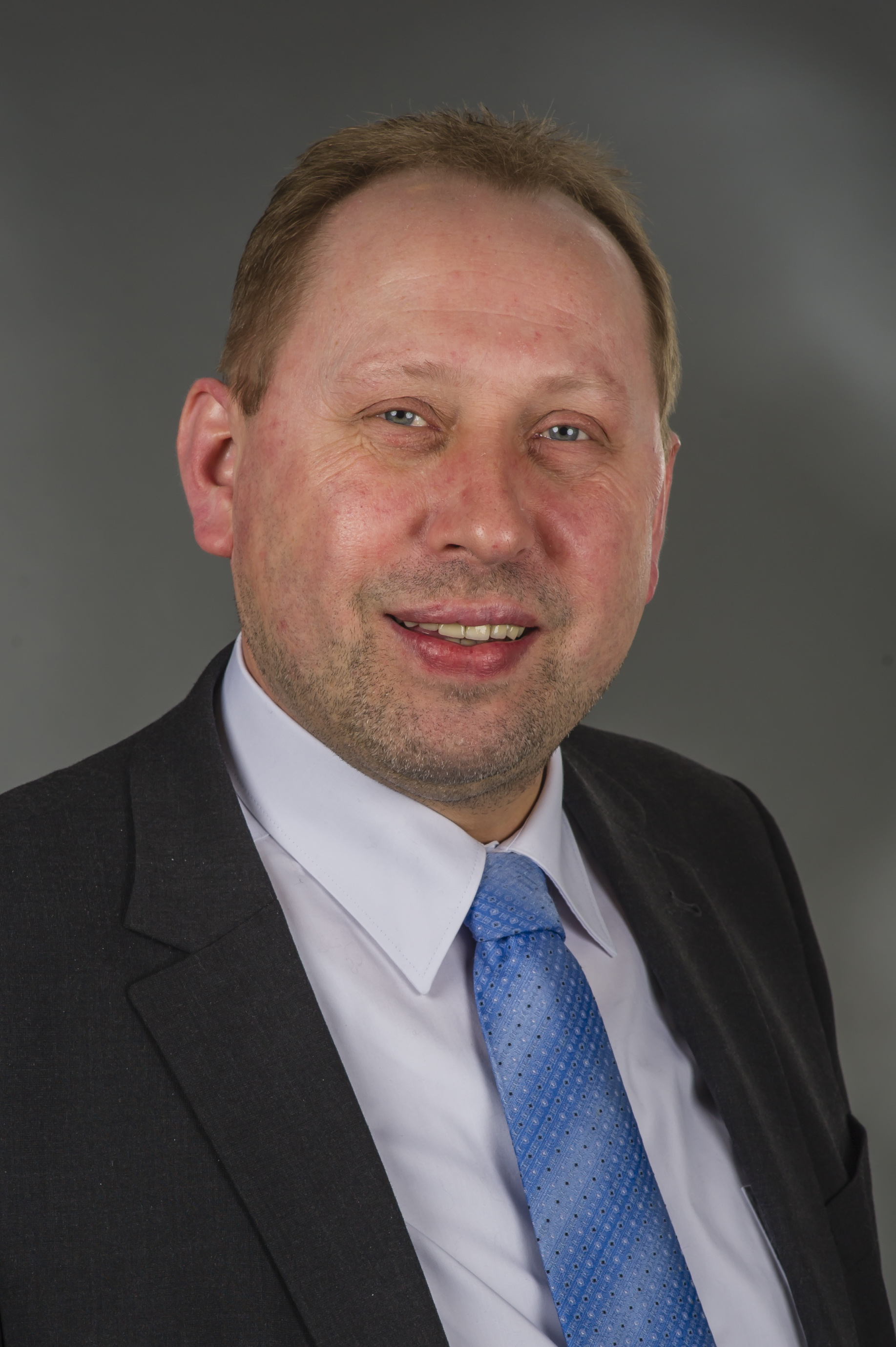
Thomas Adasch, 2018

Thomas Adasch (* 30. März 1965 in Celle) ist ein deutscher Politiker (CDU). Von 2008 bis 2022 war er Mitglied des Niedersächsischen Landtages.

## Leben und Beruf
Nach dem erweiterten Sekundarabschluss I und dem Besuch der Höheren Handelsschule wurde Thomas Adasch 1982 Polizeibeamter bei der Polizei Niedersachsen. 2001 stieg er in den gehobenen Dienst auf. Diesen Beruf übte er bis zu seiner Wahl in den Niedersächsischen Landtag aus, zuletzt als Mitarbeiter im Stab des Präsidenten der Zentralen Polizeidirektion Niedersachsen. Seit 2008 vertritt er den Wahlkreis 46 (Celle) als direkt gewählter Abgeordneter im Niedersächsischen Landtag.
Der zweifache Vater ist verheiratet und wohnt in Hambühren.

## Partei
1982 trat Thomas Adasch der CDU und der Jungen Union (JU) bei.
Von 1987 bis 1992 war er Vorsitzender des JU-Kreisverbandes Celle. Von 1989 bis 2009 war er Vorsitzender des CDU-Gemeindeverbandes Hambühren und von 2009 bis 2011 Vorsitzender des CDU-Stadtverbandes Celle.

## Abgeordneter
Seit 1982 gehört Adasch der CDU an. Bei den Landtagswahlen 2008, 2013 und 2017 errang Thomas Adasch jeweils das Direktmandat im Landtagswahlkreis Celle (2008: 45,6 %; 2013: 44,2 %; 2017: 37,7 %). Er war Mitglied im Ausschuss für Inneres und Sport, im Ausschuss für Rechts- und Verfassungsfragen und im Ausschuss für Angelegenheiten des Verfassungsschutzes. Seit 2017 war er Vorsitzender des Ausschusses für Inneres und Sport.
Thomas Adasch war darüber hinaus polizeipolitischer Sprecher und Sprecher für Verfassungsschutz der CDU-Landtagsfraktion. Zur Landtagswahl 2022 trat er nicht wieder an.

## Kommunalpolitik
In seiner Heimatgemeinde Hambühren ist Thomas Adasch seit 1986 Mitglied des Gemeinderates. Seit 2011 ist er der Vorsitzende des Rates der Gemeinde Hambühren. Außerdem ist er seit 1991 Mitglied des Kreistages. Von 2006 bis 2021 war er stellvertretender Landrat des Landkreises Celle und von 2016 bis 2021 Vorsitzender des Kreistages Celle.
Von 2001 bis 2003 war Thomas Adasch Bürgermeister von Hambühren.

## Ehrenamt
Thomas Adasch ist im Rahmen seiner Mandate ehrenamtlich als Aufsichtsratsmitglied des Allgemeinen Krankenhauses Celle tätig. Zudem fungiert er als Schirmherr der DMSG-Kontaktgruppe ‚Die MuSchel‘ Celle.